# Emma Knox
Pour les articles homonymes, voir Knox.
Emma Knox, née le 2 mars 1978 à Dampier, est une joueuse australienne de water-polo. 

## Palmarès
- Jeux olympiques d'été de 2008 à Pékin
  -  médaille de bronze au tournoi olympique